# Jan Poštulka
Jan Poštulka (* 9. März 1949) ist ein ehemaliger tschechischer Fußballspieler und derzeitiger -trainer.

## Spielerkarriere
Poštulka spielte von 1971 bis 1978 für Sparta Prag, anschließend zwei Jahre für Inter Bratislava. 1980 wechselte der Torwart zu FC Bohemians Prag. In der Spielzeit 1981/82 war Poštulka an den Zweitligisten TJ Vagónka Česká Lípa verliehen. Nach der Saison 1982/83, in der er mit Bohemians die Tschechoslowakische Meisterschaft gewann, beendete er seine aktive Laufbahn.

## Trainerkarriere
1983 wurde Poštulka Trainerassistent bei FC Bohemians Prag. 1990 übernahm er dieses Amt bei SKP Spartak Hradec Králové, verließ den Verein aber schon nach einem halben Jahr. Von 1991 bis 1993 trainierte Poštulka den costa-ricanischen Klub LD Alajuelense, mit dem er 1992 Landesmeister wurde sowie das Finale des CONCACAF Champions Cup erreichte. Nach seiner Rückkehr in die Tschechische Republik war Poštulka Cheftrainer bei Terrex Kladno und SK Český Brod. 1996 wurde er Assistenztrainer bei Sparta Prag und blieb es zwei Jahre. In der Saison 1998/99 ging er erneut nach Mittelamerika, diesmal zu CSD Municipal aus Guatemala-Stadt. Von 2000 bis 2004 arbeitete Poštulka als Co-Trainer beim FK Teplice. Im Frühjahr 2005 war er Assistent bei SK Dynamo České Budějovice, 2005/06 betreute er die B-Mannschaft des SK Dynamo in der 3. Liga. Seit 2007 trainiert Jan Poštulka den armenischen Klub FC Bananz Jerewan, mit dem er in seinem ersten Jahr den nationalen Pokalwettbewerb gewann.

## Sonstiges
- Sein Sohn Tomáš Poštulka ist Profifußballer und ebenfalls Torwart.
- 2001 bekam er vom tschechischen Olympischen Komitee den Fairplay-Preis dafür, dass er im Laufe seines Lebens drei Menschen das Leben gerettet hatte.[1]